# American Eagle Aircraft Corporation
A American Eagle Aircraft Corporation foi uma empresa Norte americana de design e fabricação de aeronaves que existiu brevemente no Kansas, mas que foi vítima da Grande Depressão, após construir cerca de 500 aviões leves, muitos dos quais eram o "Model A-129", um projeto atribuído ao notável pioneiro da aviação Giuseppe Mario Bellanca.

## História

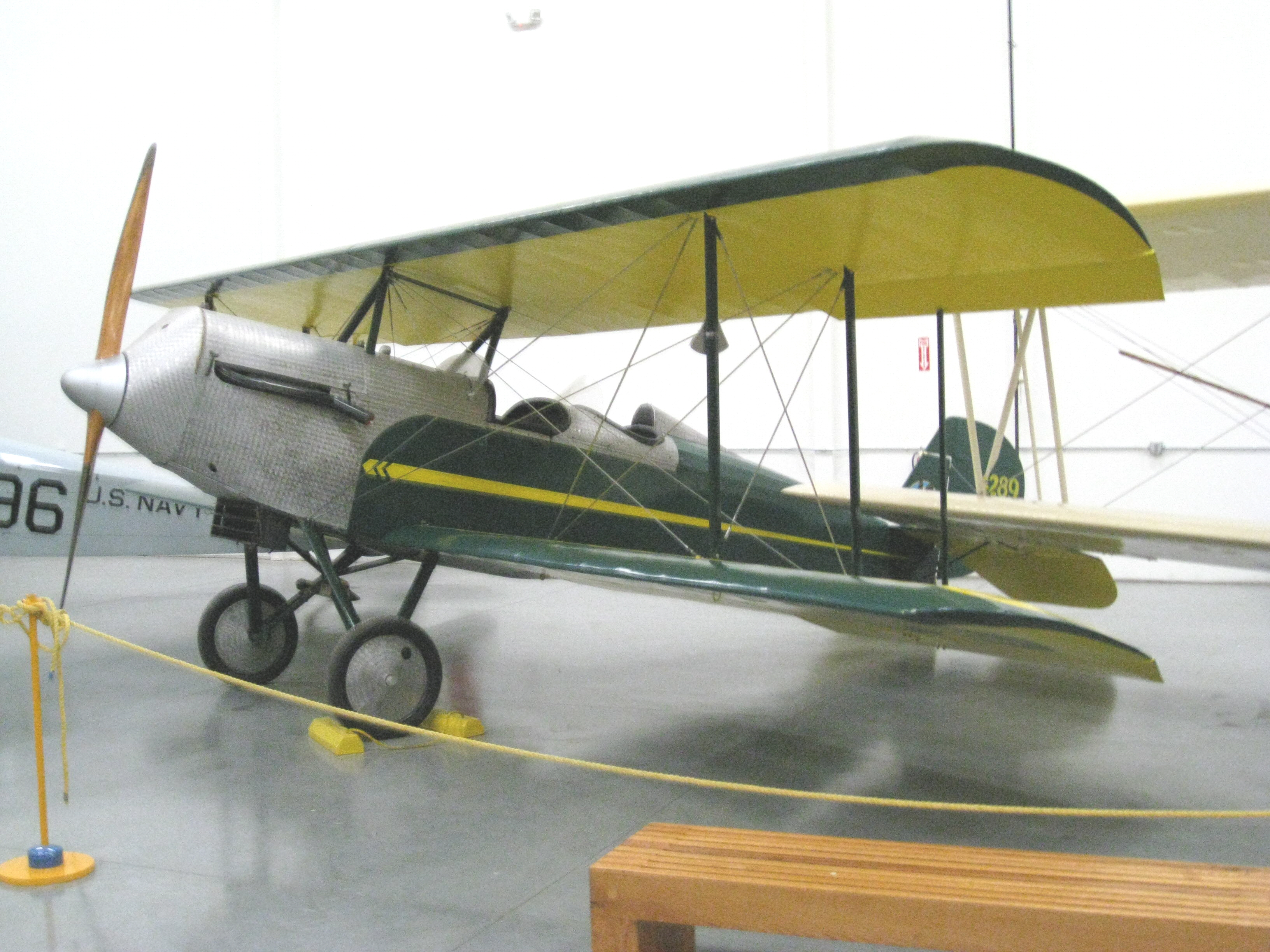
American Eagle A-101 em exibição no Yanks Air Museum em Chino, California in January 2008.

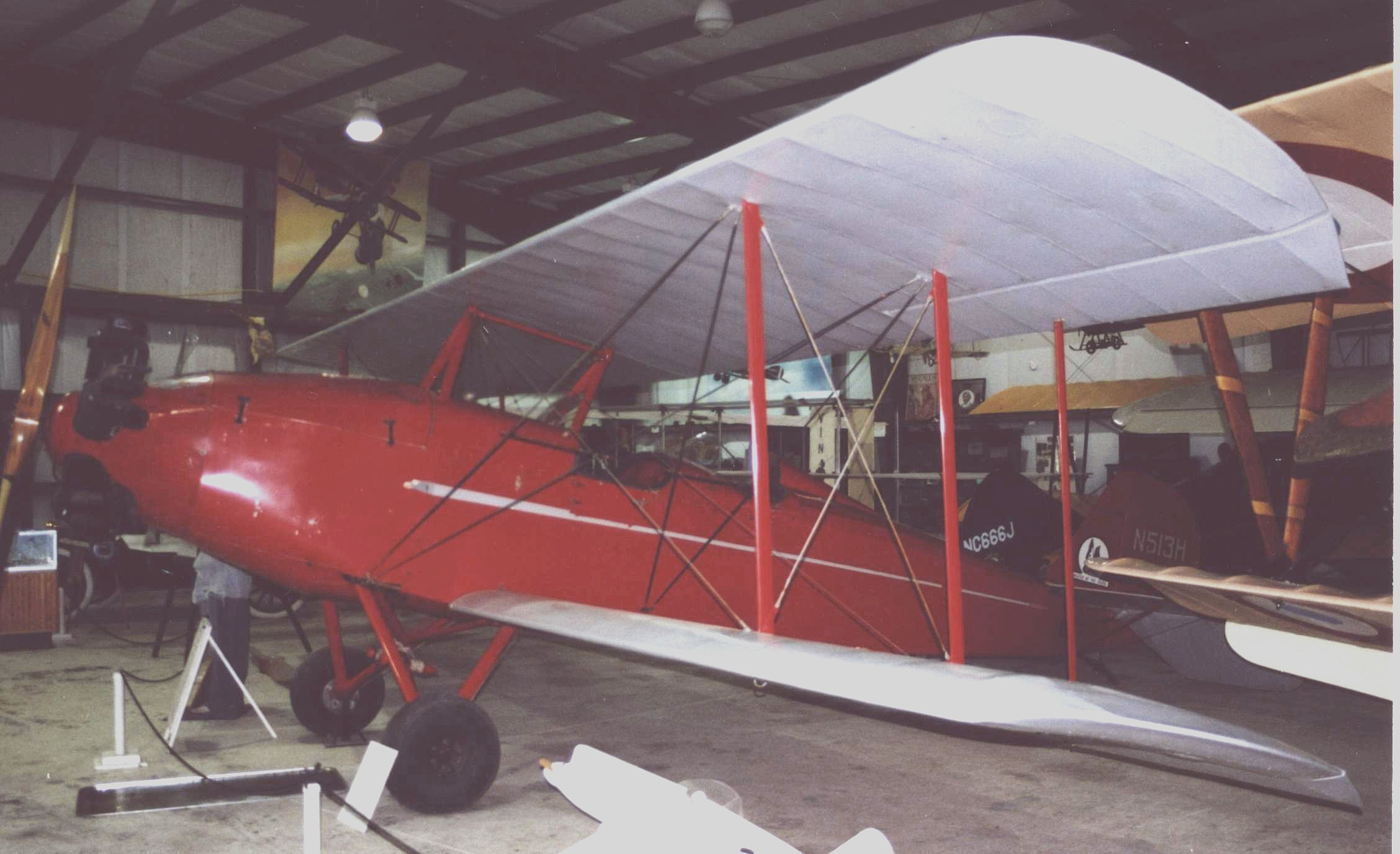
American Eagle A-129 com motor Kinner K-5 no Old Rhinebeck Aerodrome, NY,
em junho de 2005.

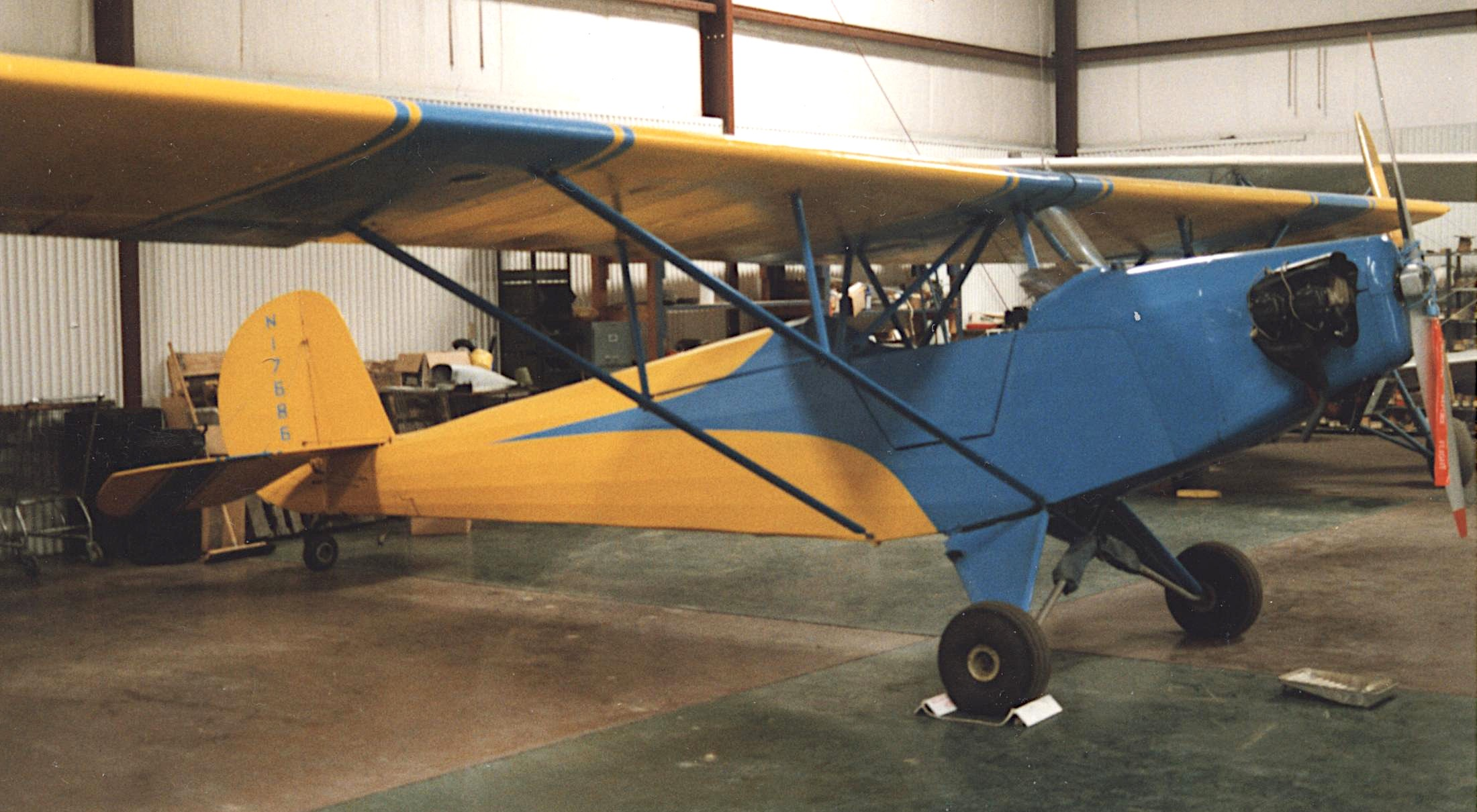
Eaglet B-31 de 1931 no "Santa Fe Airfield", Novo México, em junho de 1995.

A American Eagle Aircraft Corporation foi fundada em 1925 em Kansas City, Missouri, por Edward E. Porterfield. Foi incorporada em Delaware em setembro de 1928.
Porterfield dirigia uma escola de aviação no aeroporto Fairfax, perto de Kansas City. Ele estava operando os treinadores biplanos Jennies e Lincoln Standard e sentiu a necessidade de uma aeronave de treinamento mais adequada e de melhor desempenho. Ele consultou vários engenheiros aeronáuticos da época, incluindo Bellanca, e logo lançou a produção de várias aeronaves leves monomotores, de asa alta e biplanos, de dois lugares. Em julho de 1929, adquiriu a "Wallace Aircraft Company". Em junho de 1930, J. Carroll Cone - junto com seu assistente Joseph A. Young - ingressou na empresa como vice-presidente de vendas.
No final de 1929, a quebra do mercado de ações mundial diminuiu severamente a venda de itens não essenciais, como aviões esportivos, embora a American Eagle continuasse produzindo aviões até 1931. No início daquele ano, a empresa de Porterfield declarou falência e interrompeu a produção. Em 14 de maio de 1931, os ativos da empresa foram adquiridos pela "Lincoln Aircraft Company" de Lincoln, Nebraska, que se tornou a "American Eagle-Lincoln Aircraft Corporation". Para satisfazer as preocupações sobre a concorrência potencial caso ele encontrasse seu próprio fabricante de aeronaves, Porterfield assinou um contrato com a nova empresa para permanecer como representante de vendas de aeronaves por dois meses.
Após o término de seu contrato, Porterfield deixou a empresa em julho de 1931. Mais tarde, ele formaria a Porterfield Aircraft Corporation e morreu de ataque cardíaco em 1948. Victor Roos, já presidente da Lincoln Aircraft Company, continuou como presidente da American Eagle-Lincoln Aircraft Corporation. A maior parte do esforço da nova empresa foi para a produção do Eaglet, mas a profundidade da Depressão logo matou esse esforço. [6] No entanto, isso não impediu a empresa de considerar investir em uma nova fábrica na Flórida.
Durante os seis anos de sua existência, a empresa American Eagle (incluindo a fusão com a Lincoln) produziu mais de 700 aviões. Na época da Depressão, era a terceira maior produtora de aeronaves do mundo.

## Produtos
| Nome do modelo               | 1º voo | Produzidos | Tipo                                 |
| ---------------------------- | ------ | ---------- | ------------------------------------ |
| American Eagle A-101         | 1926   |            | Biplano, monomotor, cabine aberta    |
| American Eagle A-101         |        |            | Biplano, monomotor, cabine aberta    |
| American Eagle A-129         | 1929   | 400+       | Biplano, monomotor, cabine aberta    |
| American Eagle A-139         |        | 24         | Biplano, monomotor, cabine aberta    |
| American Eagle A-201         |        | 44         | Biplano, monomotor, cabine aberta    |
| American Eagle A-229         |        |            | Biplano, monomotor, cabine aberta    |
| American Eagle A-251 Phaeton |        |            | Biplano, monomotor, cabine aberta    |
| American Eagle A-329         |        |            | Monoplano, monomotor, cabine fechada |
| American Eagle A-330         |        |            | Monoplano, monomotor, cabine fechada |
| American Eagle A-429         |        | 2          | Biplano, monomotor, cabine aberta    |
| American Eagle A-430         |        | 2          | Monoplano, monomotor, cabine fechada |
| American Eagle A-529         |        | 0          | Avião bimotor                        |
| American Eagle A-629         |        | 1          | Monoplano bimotor                    |
| American Eagle A-230 Eaglet  | 1930   |            | Monoplano, monomotor, cabine aberta  |
| American Eagle A-231 Eaglet  |        |            | Monoplano, monomotor, cabine aberta  |
| American Eagle A-31 Eaglet   |        |            | Monoplano, monomotor, cabine aberta  |
| American Eagle B-31 Eaglet   |        |            | Monoplano, monomotor, cabine aberta  |
| American Eagle B-32 Eaglet   |        |            | Monoplano, monomotor, cabine aberta  |
| American Eagle D-430         |        | 1 ou 2     | Monoplano, monomotor, cabine fechada |
| American Eagle E-430         |        | 5          | Monoplano, monomotor, cabine fechada |